# Thérèse Brenet
Thérèse Brenet (* 22. Oktober 1935 in Paris) ist eine französische Komponistin und Musikpädagogin.

## Leben und Karriere
Brenet, geboren 1935 in Paris, stammt aus einer Familie die seit dem 18. Jahrhundert begabte Musiker hervorgebracht hat. Als Kind hatte sie Kind Klavierunterricht bei Marguerite Long und Unterricht in Solfège bei Germaine Hugueniot. Am Konservatorium von Reims studierte sie Klavier bei Simone Glotz, bevor sie 1954 in das Conservatoire de Paris eintrat. Zu ihren Lehrern hier zählten Maurice Duruflé, Noël Gallon, Darius Milhaud und Jean Rivier.
1965 gewann sie gemeinsam mit Lucie Robert-Diessel den Premier Grand Prix de Rome mit der Kantate Les Visions prophétiques de Cassandre auf einen Text von Robert Brasillach nach Aischylos. Nach ihrer Rückkehr von dem mit dem Preis verbundenen Aufenthalt in der Villa Medici in Rom unterrichtete Brenet als Nachfolgerin von Pierre Lantier am Conservatoire de Paris Solfège, später „musikalische Bildung“. Zu ihren Schülern zählten unter anderem die Pianistin Marie-Laure Gallier, der Bratscher Alain Tresallet, die Geiger Luc Héry und Denis Clavier, der Perkussionist Dominique Probst, die Saxophonisten  Jacques Charles und Paul Wehage, der Gitarrist Nicolas Courtin, die Harfenistin Serika Nakano und der Komponist und Pianist Mark Robson.
Neben ihrer Lehrtätigkeit entstand ein umfangreiches kompositorisches Werk, das Kammer- und Vokalmusik ebenso umfasst wie Stücke in sinfonischer Besetzung.

## Werke
- Fantasio für zwei Klaviere, 1961
- La Nuit de Maldoror für Sopran, Cello und Klavier, 1962
- Quatuor à cordes, 1963
- Clamavit für Sprecher, Solosopran, Chor und Orchester, 1965
- Sept poèmes chinois für Bariton und Kammerorchester, 1966
- Aube morte für Bariton und Orchester, 1966
- Six Pièces brèves für Orchester, 1966
- Concerto pour un poème inconnu für Klavier und Streichorchester, 1966
- Hommage à Signorelli für Sopran, Klavier, Ondes Martenot und zwei Perkussionisten, 1967
- Le Chant des Mondes, " Evren dile geldi ", sinfonische Dichtung, 1968
- Inter silentia für Trompete oder Kornett und Klavier, 1969
- Fragor für zwei Klaviere und Orchester, 1969
- Sidérales für Orchester und Sprecher, 1970
- Les Mains für zwei Stimmen und zwei Instrumente, 1970
- Six pièces für Trompete und Klavier oder Orgel, 1972
- Hapax, vier Lieder für Orchester, 1977
- Tétrapyle für Saxophonquartett und Klavier, 1978
- Pantomime für Flöte, 1979
- Lyre d'Etoiles, Nocturne für Streichtrio und Sprecher, 1979
- Caprice d'une chatte anglaise, Gitarrenduo, 1979
- Ce que pensent les Etoiles für Perkussionsquartett, 1980
- Accordance für keltische Harfe und Oboe, 1980
- Calligramme für Saxophon solo, 1981
- Suite fantasque für keltische Harfe, 1982
- Anamnèse für Frauenstimme und Viola, 1982
- Cristaux für Mandoline und keltische Harfe, 1982
- Thrène für Tubaquartett, 1983
- Vibration für keltische Harfe und Streichorchester, 1983
- Moires für Ondes-Martenot-Sextett und Streichorchester, 1983
- Les Chants du Sommeil et de la Mort für Flöte, Viola und keltische Harfe, 1984
- Incandescence für Baritonsaxophon und Klavier, 1984
- Ophiucus V.P.8B für Gitarre und Alt, 1984
- Boustrophédon für Flöte, Klarinette, Violine, Cello und Klavier, 1986
- Océanides für Klavier, 1986
- Phoinix für Saxophon, 1986
- Gémeaux I et II für zwei Saxophonquartette, 1986
- Plus souple que l'eau für Ondes Martenot und Schlagzeug, 1986
- Vision flamboyante für Violine und Klavier, 1987
- Née du rire de l'Eclair für Gitarre solo, 1987
- Madrépore für keltische Harfe, 1987
- Tout l'azur pour émail, 1988
- Des grains de sable d'or aux mains, Konzert für Gitarre und Streichorchester, 1988
- Le Fascinateur für Sprecher, keltische Harfe und Klavier, 1989
- Le tambour des dunes für keltische Harfe, Mandoline und Gitarre, 1989
- Petite suite pour M. Ré Dièze et Mlle Mi Bémol für Saxiophon, 1989
- Aeterno certamine für Viola, Cello, Streichorchester und Perkussion, 1990
- Odi et amo für Violine und Orchester, 1992
- Chimères, Konzert für Mandoline und Streichorchester, 1993
- Poème für Violine und Orchester, 1994
- Aréthuse für Flöte und Harfe, 1994
- Oneiros für Violine solo, 1994
- Le retour de Quetzalcoatl, sinfonische Dichtung für Cello und Orchester, 1995
- Anamnèse II für Mezzosopran und Viola, 1996
- Pour le tombeau de Memnon für Violine und Klavier, 1996
- Tout l'or des nuits... für Klavier, 1997
- Ophiucus II für Mandoline, Viola, keltische Harfe und Gitarre, 1997
- Tout l'azur pour émail II für Mandoline, keltische Harfe und Gitarre, 1997
- Née du rire de l'éclair II für Mandoline, keltische Harfe und Gitarre, 1997
- Caprice d'une chatte anglaise II für Mandoline, keltische Harfe und Gitarre, 1997
- Des grains de sable d'or aux mains II für Mandoline, keltische Harfe und Gitarre, 1997
- (5523) Luminet 1991 PH8 für Blasorchester, 1999
- Seuls tes yeux demeurèrent für Violine und Orchester, 2000
- Au Vent d'Ouest, Laviersuite, 2000
- Ciels für gemischten Chor, Orchester und Orgel, 2003
- Rondel für gemischten Chor, Orchester und Orgel, 2003
- Le bois amical für Chor, Orchester und Orgel, 2003
- Never more, Klaviersuite nach dem Gedicht "Der Rabe" von Edgar Allan Poe, 2004
- Le Chemin qui mène aux étoiles für Kontrabass und Klavier, 2005
- À travers le silence amical de la lune (per amica silentia lunæ) für Flöte und Gitarre, 2006
- Avec des éclats dorés d'espérance für Klavier, 2007
- De bronze et de lumière für Serpent und Klavier, 2008